# أولاد بن راشد وبني عبد الله (تابودة)
أولاد بن راشد و بني عبد الله هي إحدى مشيخات المملكة المغربية، تتبع جغرافيا لإقليم تاونات وإداريًا لتابودة. يقدر عدد سكانها بـ 2761 نسمة حسب الإحصاء الرسمي للسكان والسكنى لسنة 2004.